# Église Notre-Dame-du-Bon-Secours de Bobigny
Pour les articles homonymes, voir Église Notre-Dame-de-Bon-Secours.
L'église Notre-Dame-du-Bon-Secours est une église catholique de Bobigny en Seine-Saint-Denis. Elle est consacrée à Notre-Dame du Bon Secours.

## Situation
L'église est située au no 25, rue de Rome, au sein d'un quartier pavillonnaire, au sud de la Cité de l'Abreuvoir, dans la partie ouest de la commune. Ce quartier était à sa construction appelé Nouveau-Bobigny ou Nouveau-Village.

## Histoire

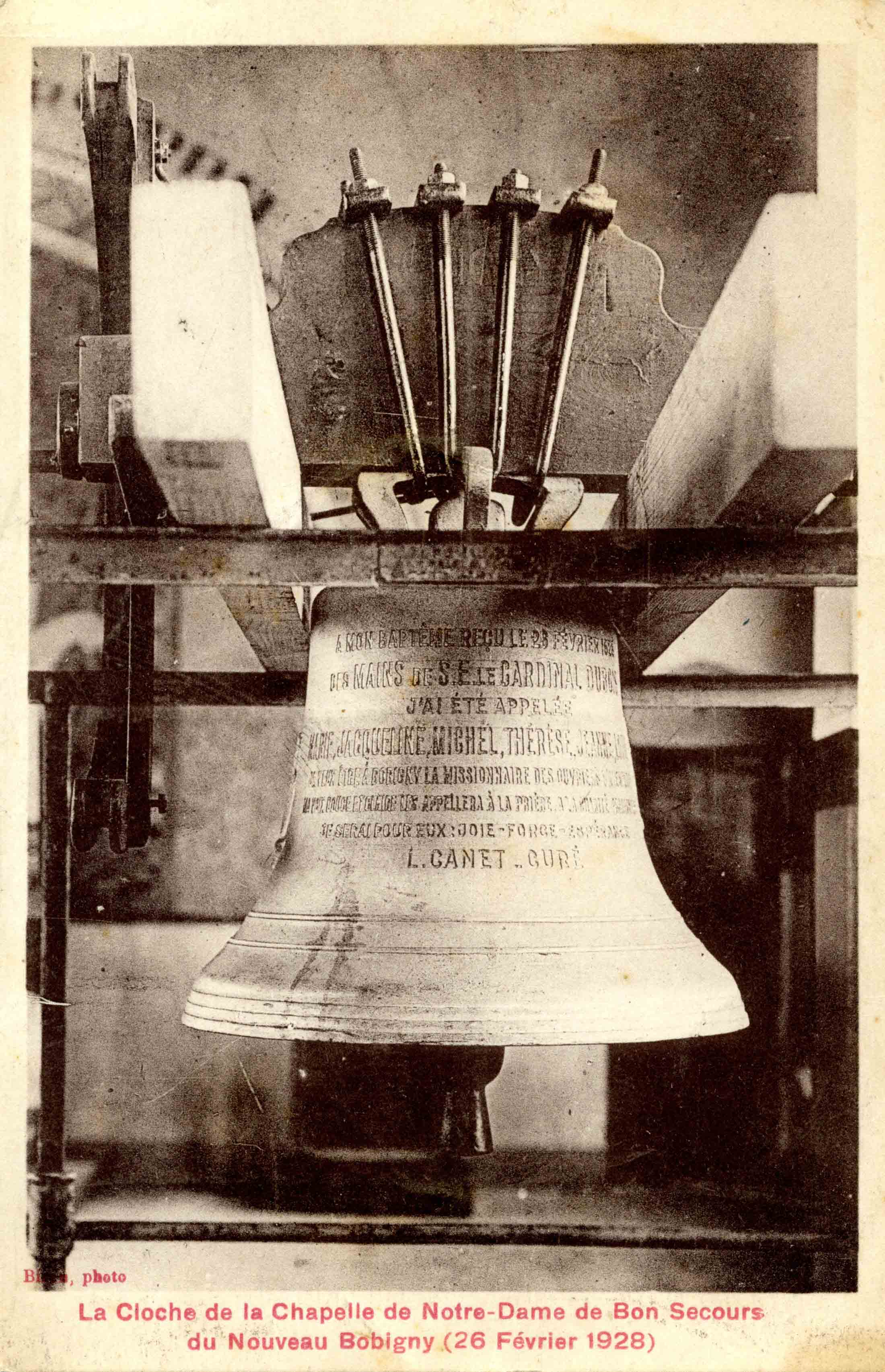
La cloche de Notre-Dame du Bon-Secours à Bobigny

Elle est construite à l'initiative de l'abbé Louis Canet, nouveau curé de Bobigny, qui en 1925 fait l'acquisition d'un champ au cœur du nouveau village, peuplé de huit mille habitants et dénué de présence religieuse.
Elle est consacrée comme chapelle le 26 février 1928 par Mgr Louis-Ernest Dubois.
Dans le contexte de la concurrence que se livraient l'Église et le Parti communiste sur le plan de l'action sociale, la municipalité fait entonner des chants anticléricaux devant elle le 1er juillet 1934, lors d'une cérémonie appelée le « baptême rouge ».
Ces "baptêmes rouges" iront jusqu'à faire l'objet d'actes signés et enregistrés dans les archives municipales.

## Architecture
L'église se présente comme un petit bâtiment de brique rose, dont la façade principale présente trois ouvertures surmontées d'un oculus et coiffée d'un clocheton ajouré portant une cloche.